# كاراسيكا (الدانوب)

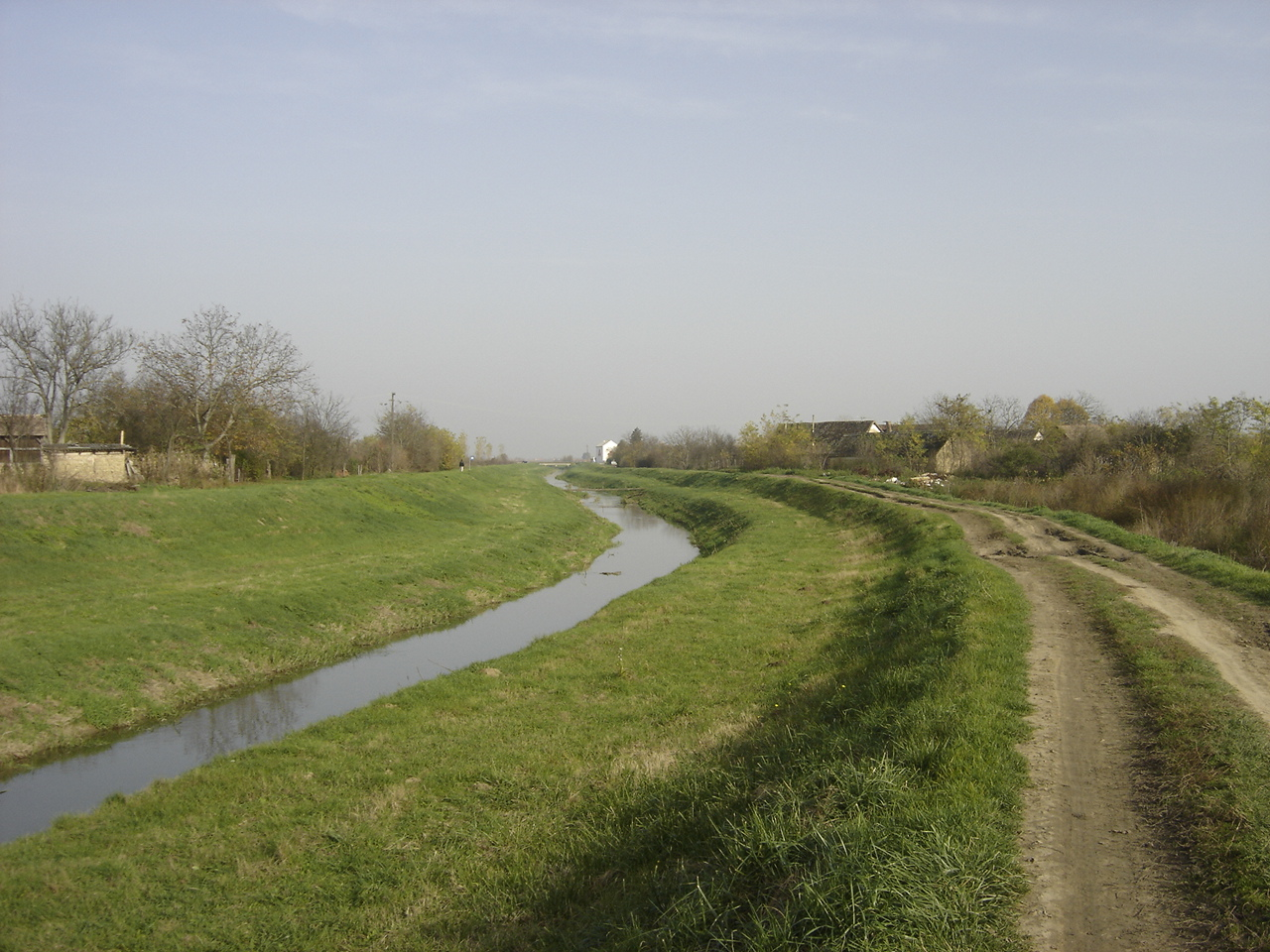
نهر كاراسيكا

نهر كاراسيكا ( الكرواتية: Karašica، المجرية: Karasica) أو بارانجسكا كاراسيكا (Baranjska Karašica)، والاسم القديم في العصور الوسطى: نهر كاراسو (Karassó)، هو نهر يقع في جنوب المجر وشرق كرواتيا.  يبلغ طوله 81 كيلومتر (50 ميل)، منها 30.46 كـم (18.93 ميل) في كرواتيا.  يغطي حوضه مساحة إجمالية قدرها 910 كـم2 (350 ميل2).
يمتد على طول الحدود الكرواتية المجرية إلى كيسكوزيج (Kiskőszegig)، حيث يصب في نهر الدانوب.

## مساره
ينبع نهر كاراسيكا من المنحدرات الجنوبية لجبل ميتشيك (Mecsek) جنوب المجر من مقاطعة بارانيا، بالقرب من قرية إردوسميتشكي (Erdősmecske). ويتدفق جنوبًا متجها إلى سهل، عبر سزيدركيني (Szederkény)، وينظم الإنسان جريانه. يستمر عبر فيلاني (Villány)، ثم ينعطف جنوبًا شرقًا ويدخل كرواتيا قرب قرية لوتش (Luč)، ثم يتعرج في بارانيا (Baranja) شرقًا. يمر قرب بوبوفاتس (Popovac) ودراز (Draž)، ويصب في نهر الدانوب شمال باتينا (Batina).

## المستوطنات على طول النهر

### فيالمجر
- Feked
- Fazekasboda
- Kékesd
- Szellő
- Kátoly
- Máriakéménd
- Szederkény
- Borjád
- Nagybudmér
- Kisbudmér
- Pócsa
- Villány
- Virágos
- Magyarbóly
- Lapáncsa
- Illocska

### فيكرواتيا
- Lőcs (Luč)
- Benge (Šumarina)
- Cukorgyár (Šećerana)
- Baranyavár (Branjin Vrh)
- Baranyabán (Popovac)
- Baranyakisfalud (Branjina)
- Nagybodolya (Podolje)
- Hercegmárok (Gajić)
- Darázs (Draž)
- Kiskőszeg (Batina)

## روابط خارجية
- وسائط متعلقة بـ Karašica baranjska في كومنز.
- Város a Tenkes alján. Siklós évszázadai. Siklós: Siklós Város Önkormányzata. 2000. ISBN:963 003425 5.